# Cultura de Cishan
La cultura de Cishan (磁山文化) (8000-5500 aC) va ser un cultura neolítica del riu Groc en el nord de la Xina, assentada principalment al voltant del sud de Hebei. La cultura cishan es basava en el conreu de mill, el cultiu del qual va ser datat de tenir 10.000 anys d'antiguitat. Artefactes comuns de la cultura inclouen corrons, falçs de pedra i trípodes de ceràmica.
Ja que cultura la cultura compartia moltes similituds amb la seva veïna del sud, la cultura peiligang, ambdues cultures són de vegades referides conjuntament com la cultura cishan-peiligang o la cultura peiligang-cishan. La cultura de Cishan també va compartir diverses similituds amb el seu veí oriental, la cultura beixin.
El jaciment tipus a Cishan és ubicat a Wu'an, Hebei, Xina. El jaciment va cobrir una àrea de 80.000 m². Les cases de Cishan eren semi-subterrànies i corbes. El jaciment va mostrar l'evidència de porcs, gossos i gallines domèstics, amb porcs proporcionant la principal font de carn. El peix era també una part important de la dieta a Cishan.
Més de 500 pous d'emmagatzematge subterrani es van descobrir a Cishan. Aquestes foses o pous s'utilitzaven per emmagatzemar el mill. Els més grans tenien cinc metres de profunditat i eren capaços d'emmagatzemar fins a 1.000 kg de mill.